# Giuseppe Pacini
Giuseppe Pacini (Florencia, 16 de julio de 1862 – Florencia, 22 de julio de 1910) fue un barítono italiano.

## Biografía
Fue un barítono de la voz "potente, omogenea, agudos sfavillanti como un tenor y prolongados hasta duraciones imprevisibles", estudió canto en el Conservatorio de Firenze con el maestro Cortese. Debutó en el Teatro Lírico de Firenze, interpretando a Francesco Foscari,  de la obra I dos Foscari. Prosiguió su carrera primero en los teatros de provincia de la Toscana, luego en los principales teatros italianos. En 1895 fue protagonista en el rol de Douglas, en la primera representación absoluta de la obra Guglielmo Ratcliff de Pietro Mascagni, representada en el Teatro de La Escala de Milán el 16 febrero. Del mismo compositor, un mes después interpretó la parte de Renzo en la obra Silvano, con el tenor Fernando de Lucia en la parte del protagonista. De 1893 a 1900 cantó frecuentemente en los teatros de las principales ciudades del Sud Ámsterdam: Buenos Aires, Montevideo, Caracas, Ciudad de México, Santiago de Chile y Bogotá. En 1906 participó a una tournée que lo llevó a exhibirse a Madrid, Barcelona y Lisboa. Tenía un repertorio de aproximadamente cuarenta obras, que comprendía el belcantista de compositores como Vincenzo Bellini y Gaetano Donizetti,  participó en obras de Pietro Mascagni, Ruggero Leoncavallo, y también en el repertorio contemporáneo de compositores como Luigi Mancinelli y Alberto Franchetti. Su mayor participación fue en las obras de Verdi. Fue un intérprete de relieve en las partes donde se requería la presencia del barítono "vilain", el malo por excepción, gracias también a sus innatas capacidades de cantante y actor, donde se destacaban Barnaba, Rigoletto, Tonio. Sobre las características vocales de Pacini, fue significativo el testimonio del célebre barítono Titta Ruffo, que lo escuchó en Firenze en la obra Sansone y Dalila, el cual escribió: 

Ricordo soltanto d'essere stato, dalla bellezza e dalla potenza di quella voce, rapito in cielo. Pareva la voce d'un Arcangelo
Titta Ruffo

. 
Murió en el escenario en julio de 1910 en Florencia, después de una intervención de la parte de Amonasro en Aida. De la voz del barítono toscano quedan algunas grabaciones realizadas desde 1904 a 1910, para Fonotipia Records, y que hoy remasterizaron para CD.

## Obras en las que actuó
- Vincenzo Bellini
  - Los puritani (Riccardo)
- Gaetano Donizetti
  - Lucia de Lammermoor (Lord Enrico)
- Giuseppe Verdi
  - Los dos Foscari (Francesco Foscari)
  - Un baile en máscara (Renato)
  - El trovatore (Conde de Luna)
  - La traviata (Giorgio Germont)
  - Rigoletto (Rigoletto)
  - Aida (Amonasro)
  - Otello (Yago)
  - Falstaff (Falstaff)
- Amilcare Ponchielli
  - La Gioconda (Barnaba)
- Ruggero Leoncavallo
  - Pagliacci (Tonio)
- Pietro Mascagni
  - Caballería rusticana (Alfio)
  - Guglielmo Ratcliff (Douglas)
  - Silvano (Renzo)
- Umberto Giordano
  - Andrea Chénier (Gerard)
- Richard Wagner
  - Sigfrido (Wotan)
  - Tristán e Isolda (Kurvenaldo)
- Charles Gounod
  - Faust (Velentine)
- Jules Massenet
  - El rey de Lahore (Scindia)
- Camille Saint-Saëns
  - Sansone y Dalila (El sumo sacerdote)
- Engelbert Humperdinck
  - Hänsel y Gretel (Pietro)
- Alberto Franchetti
  - Alemania (Carlos Worms)
- Ermanno Wolf-Ferrari
  - La vida nueva
- Luigi Mancinelli
  - Paolo y Francesca (Gianciotto)